# ゾイケンドルフ
ゾイケンドルフ (ドイツ語: Seukendorf、周辺地域ではSaigndoʳf）は、ドイツ連邦共和国バイエルン州ミッテルフランケン行政管区のフュルト郡に属す町村（以下、本項では便宜上「町」と記述する）で、ファイツブロン行政共同体の一員である。この町はフュルトと直接境を接しており、ニュルンベルク大都市圏の中央に位置している。

## 地理

### 位置
ゾイケンドルフの町域は、バイエルン州ミッテルフランケン行政管区に位置しており、東の町境は大都市フュルトに接している。ゾイケンドルフは、文化史的にはニュルンベルク都市圏とフランケン高地との間のランガウに分類される、高台に位置している。地形形成上、ファルンバッハ川が重要である。この川が形成する東西の谷がヒルトマンスドルフ集落とゾイケンドルフとを隔てている。この町は、歴史上重要なニュルンベルクとヴュルツブルクとを結ぶ交易路に面している。街の南部を通る、アウトバーン風に拡張された連邦道 B8号線が、中心部の通り抜け交通の負荷を軽減している。この連邦道への入り口近くに町の商工業地区「アム・ゾイケンバッハ」がある。

### 隣接する市町村
隣接する市町村は以下の通り:
- 北　ファイツブロン
- 東　フュルト
- 南西　カードルツブルク

### 自治体の構成
行政上の自治体ゾイケンドルフには、5つの公的な名称を持つ地区が存在する:
- エルツライテンミューレ
- ヒルトマンスドルフ
- コーラースミューレ
- ゾイケンドルフ
- タウベンホーフ

## 歴史
この集落はおそらくかなり古くから存在するが、現存する最初の文献上の記録は、1320年1月24日のものである。地名の規定語はスラブ語の人名 Siukinriut（「黒い」を意味する）またはドイツ語の人名 Siuco に由来する。1524年頃にゾイケンドルフとその教会は福音主義に転じた。
18世紀末頃、ゾイケンドルフには32戸があった。重罪裁判所と村の行政はブランデンブルク＝アンスバッハ侯領のランゲンツェン代官所が管轄した。地主には、カステンアムト・カードルツブルク（財務局）、ゾイケンドルフの教会および宗教団体、帝国都市ニュルンベルクのアルモーゼンアムト（喜捨局）、聖霊病院、カタリーネン修道院、ジーヒコーベル聖ヨハニス、ニュルンベルクの都市貴族であるフォン・ペーマー家、フォン・シュトローマー家があった。
ゾイケンドルフを含むアンスバッハ辺境伯領は、1792年にプロイセン領、1806年にバイエルン王国領となった。
自治体令に伴って、1808年にシュトイアーディストリクト（徴税区）・ゾイケンドルフが形成された。エルツライテンミューレ、ヒルトマンスドルフ、コーラースミューレ、タウベンホーフが第Iセクションに、ゲッカースホーフ、ハウゼン、ホルバッハ、カーゲンホーフ、ラインドルフ、ゼッケンドルフが第IIセクションに属した。同じ年にルーラルゲマインデ（農村）・ゾイケンドルフが形成された。その範囲は徴税区の第Iセクションと同一であった。このゲマインデは、行政と裁判はカードルツブルク地方裁判所、財政はレントアムト（財務局）・カードルツブルク（1920年からフィナンツアムト・カードルツブルクと改名）の管理下に置かれた。1812年までここには、フォン・シュトローマー家の世襲裁判所に裁判権を委ねた集落が5つあった。1862年にゾイケンドルフはベツィルクスアムト・フュルト（1938年以降フュルト郡と改名）の管轄下となった。裁判権は1879年までカードルツブルク地方裁判所に属したが、1880年から1931年3月1日にまでカードルツブルク区裁判所が管轄した。これ以後はフュルト区裁判所がこれを引き継いだ。財政は1929年1月1日にフィナンツアムト・フュルトに移管された。
1810年から、少なくとも1930年まで、公的な表記は「Seuckendorf」であった。
1972年に住民主導でフュルトへの合併運動が起こった。住民投票で大多数が賛成したにもかかわらず、その時点でバイエルン州で最も小さな郡の一つであったフュルト郡をさらに小さくすることは望ましくないとして合併は行われなかった。

## 住民

### 人口推移
1970年代から急速な人口増加が起こり、千年紀の変わり目頃までに人口は4倍になった。この発展は、隣接する大都市からの家族の流入、主に古典的な一戸建て住宅による新規住宅地の計画的な開発、商工業地区の定着を惹起した。千年紀の変わり目頃の人口増加の停止後にも人口増加を伴う発展の復活が記録されている。
| 時期          | 人口（人） |
| ------------- | ---------- |
| 1840年12月1日 | 366        |
| 1871年12月1日 | 413        |
| 1900年12月1日 | 426        |
| 1925年6月16日 | 410        |
| 1939年5月17日 | 410        |
| 1950年9月13日 | 691        |

| 時期           | 人口（人） |
| -------------- | ---------- |
| 1961年6月6日   | 748        |
| 1970年5月27日  | 1,007      |
| 1987年5月25日  | 2,103      |
| 2008年12月31日 | 3,173      |
| 2011年12月31日 | 3,067      |
| 2017年12月31日 | 3,123      |

## 行政

### 議会
ゾイケンドルフの町議会は16人の議員で構成される。これに直接選挙で選出される町長が加わる。

### 首長
2010年10月1日からヴェルナー・ティーフェル (FW) が町長を務めている。彼の前任者は、マルティン・ツォーゲル (SPD) であった。

## 文化と見所

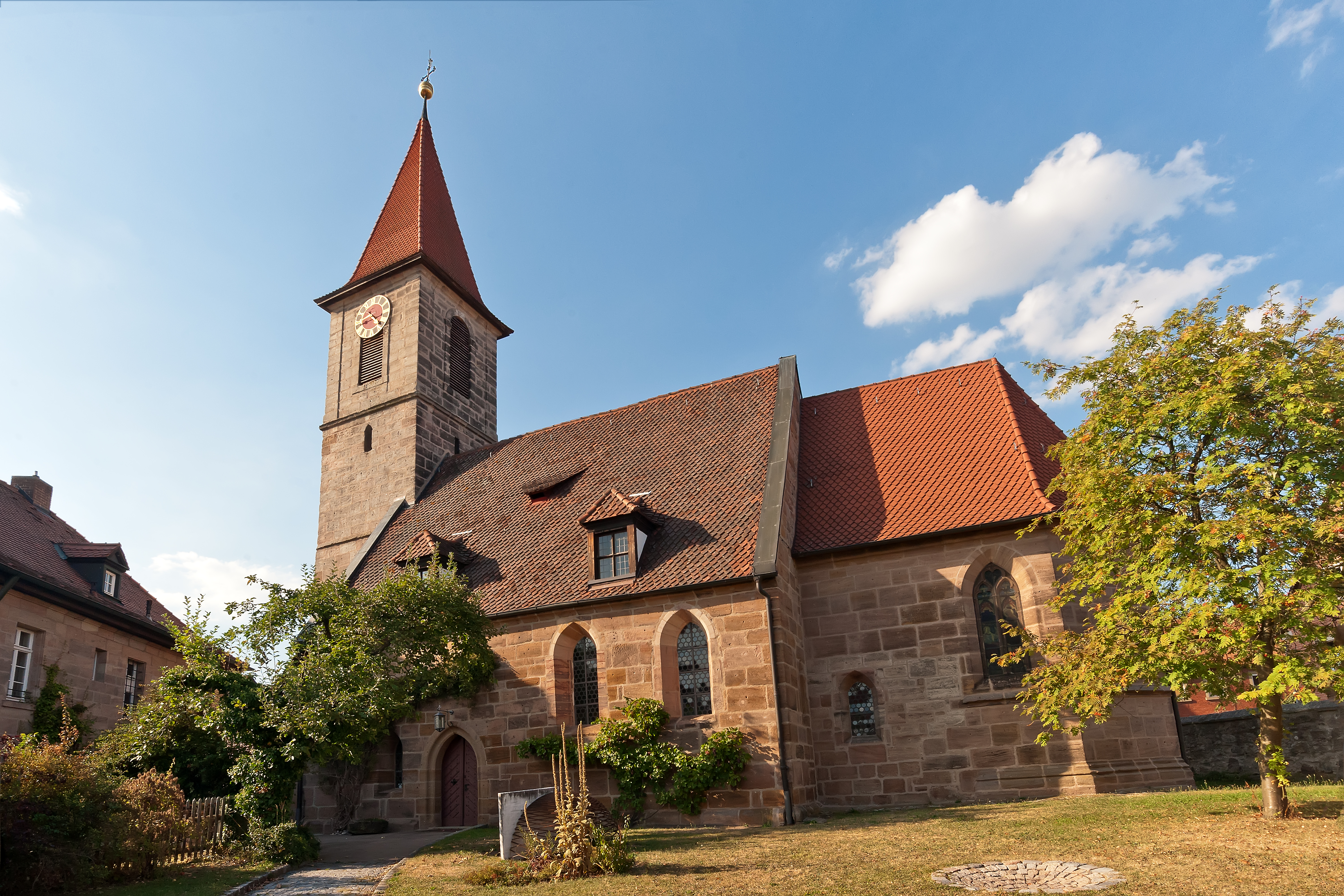
ゾイケンドルフ聖カタリーナ教会

### 建築
ゾイケンドルフの歴史的中心街は、町の近代化に伴い、古い典型的なミッテルフランケンの遺構を損なうことのないよう、慎重に改修が行われた。福音主義の村の教会は14世紀に建設され、その後の世紀に一部ずつ拡張された。この教会は、周辺の墓地とともに防衛壁で囲まれ、1521年/22年のデューラー派の作者による守護聖人聖カタリーナの貴重な像を所有している。また、聖ペテロおよびパウルの像もある。

### スポーツ
SV ゾイケンドルフ e.V. には、サッカー、卓球、バドミントン、器械体操、徒手体操、スキーギムナスティークといった種目がある。
ゾイケンドルフ射撃クラブ e.V. 1980 は、若者および成人の両方を対照に、近代的な電動式の 10 m の射撃場で多彩なプログラムを提供している。

### 年中行事
キルヒヴァイフ（教会祭）は、伝統的に9月末に町の東の入り口の祝祭広場で開催される。毎年、大規模なパレード、祝祭テント、乗り物遊具、屋台やスキークラブのワインスタンドが設けられる。この祭は週末中続く。

## 経済と社会資本

### 施設
町の中心部に、6クラスの幼稚園がある。このうち3クラスが幼児クラスである。これは若い家族が多いという人口構成を配慮した結果である。就学児童のために、日中プロのケアが提供されている。さらに図書館と、会議/集会スペースを持つ消防署が存在する。2015年に汚水処理場の新しい建物が設けられた。歴史的な中心街の「ビュルガーハウス」（公民館）についての具体的な計画は、今後数年間のうちに実現することになっている。さらに、住宅地区「アム・ファイツブロンナー・ヴェーク」の老人ホームへの投資家が現れた。ブロードバンドの拡充が、この町が世界中のデータネットワークにつながっていることを保証している。ゾイケンドルフには、「SKYLINE」という名前の青年センターがある。ここはかつては「NIL」という名前であった。この施設は、地元のスポーツ施設のすぐ隣に位置している。
11月末に、教区教会前でカタリーネンマルクト（市場）が開かれ、ランタンパレードが開催される。

### 交通
全長約 800 km の連邦道 B8号線が町内を通っている。この道路のこの区間は、アウトバーン風に拡充されている。また、この町はフランケン地方の大都市圏と緊密に結ばれている。大都市中心部までの距離は、フュルトまで約 10 km、ツィルンドルフまで 12 km、ニュルンベルクとエアランゲンはそれぞれ約 20 km である。
州道 St2409号線は、南西のカードルツブルクに向かっている。郡道 FÜ 8号線は、北のジーゲルスドルフへ延びている。市町村連絡道は、西は FÜ 2号線、東はタウベンホーフを通り過ぎた後ブルクファルンバッハで FÜs 2号線に接続する。
この町は、多くのバス停留所で、ニュルンベルク広域交通連盟 (VGN) に組み込まれている。最寄りの駅は、ゾイケンドルフの北約 3 km に位置する、ニュルンベルク - ヴュルツブルク線のジーゲルスドルフ駅である。ニュルンベルク空港へは、18 km の距離にある。

## 関連文献
- Johann Kaspar Bundschuh (1802). “Seukendorf”. Geographisches Statistisch-Topographisches Lexikon von Franken. Band 5: S–U. Ulm: Verlag der Stettinischen Buchhandlung. pp. 303–304 2020年1月29日閲覧。
- August Gebeßler (1963). Stadt und Landkreis Fürth. Bayerische Kunstdenkmale. 18. München: Deutscher Kunstverlag. pp. 155–158
- Hanns Hubert Hofmann (1954). Nürnberg-Fürth. Historischer Atlas von Bayern, Teil Franken. I, 4. München: Komm. für Bayerische Landesgeschichte. p. 172 2020年1月29日閲覧。
- Hanns Hubert Hofmann (1954). Nürnberg-Fürth. Historischer Atlas von Bayern, Teil Franken. I, 4. München: Komm. für Bayerische Landesgeschichte. p. 233 2020年1月29日閲覧。
- Wolf-Armin von Reitzenstein (2009). Lexikon fränkischer Ortsnamen. Herkunft und Bedeutung. Oberfranken, Mittelfranken, Unterfranken. München: C. H. Beck. p. 208. ISBN 978-3-406-59131-0
- Gottfried Stieber (1761). “Seückendorff”. Historische und topographische Nachricht von dem Fürstenthum Brandenburg-Onolzbach. Schwabach: Johann Jacob Enderes. pp. 759–760 2020年1月29日閲覧。
- Wolfgang Wiessner (1963). Stadt und Landkreis Fürth. Historisches Ortsnamenbuch von Bayern. 1. München: Kommission für Bayerische Landesgeschichte. pp. 91–92

これらの文献は、翻訳元であるドイツ語版の参考文献として挙げられていたものであり、日本語版作成に際し直接参照してはおりません。